# ماسکوکا لیکس
ماسکوکا لیکس (به انگلیسی: Muskoka Lakes) یک منطقهٔ مسکونی در کانادا است که در انتاریو واقع شده‌است. ماسکوکا لیکس ۶٬۵۸۸ نفر جمعیت دارد.